# Waldo Saavedra
Waldo Saavedra (ur. 1961 w Hawanie) – kubański malarz.

## Życiorys
Waldo Saavedra urodził się w Hawanie w 1961 roku. Pierwszą autorską ekspozycję miał w roku 1978. Studiował w Instytucie Sztuk Pięknych w Hawanie, naukę ukończył w roku 1987. W następnych latach był wykładowcą, ilustratorem czasopism, scenografem i dekoratorem. Pod koniec lat 80. osiadł w Meksyku, gdzie zdobył kilka wyróżnień, m.in. na Bienal de Pintura José Clemente Orozco. Jego obrazy znajdują się w kolekcjach w Europie i Stanach Zjednoczonych. Rozgłos przyniosła mu znajomość z późniejszą królową Hiszpanii Letycją, wówczas dziennikarką, z którą zaprzyjaźnił się w 1996 roku, gdy ta pracowała w Guadalajarze dla meksykańskiej gazety Siglo XXI. Letizia Ortiz zgodziła się pozować artyście do serii obrazów olejnych, jej podobizny znalazły się także w tomikach jego poezji, a jej półnaga podobizna na okładce albumu muzycznego jego zespołu oraz na obrazie La Maja.